# Hotlegs
Gli Hotlegs sono stati un gruppo musicale britannico nato a Stockport e che ebbe un grande ma effimero successo nei primissimi anni settanta.

## Neanderthal Man
Ebbero vita breve, ma scalarono tutte le classifiche con il loro brano Neanderthal Man, che raggiunse la prima posizione in classifica in Italia, la seconda in Gran Bretagna e la numero 22 negli Stati Uniti, vendendo alla fine più di due milioni di copie.  Anche James Last e Elton John (assieme a molti altri) registrarono una loro versione del brano.

## Il resto della breve storia
L'album che seguì però non ebbe il successo sperato, quasi nessuno dei brani era nello stile e all'altezza del primo hit.
Secondo Eric Stewart, in un documentario radiofonico della BBC del 2009, il nome della band deriva dal fatto che "c'era una bella ragazza, una receptionist di nome Kathy, che aveva l'abitudine di indossare questi hot pants (pantaloni caldi, in pratica sexy), così la chiamavano hot legs, e abbiamo pensato di chiamare il gruppo Hotlegs".
Nel 1972 si trasformano nei 10cc.

## Formazione[2]
- Eric Stewart (voce, chitarra)
- Kevin Godley (batteria, voce)
- Lol Creme (voce, chitarra)
- Graham Gouldman (autore dei brani)

## Discografia
Album in studio
- 1970 - Thinks: School Stinks
- 1971 - Song
- 1976 - You Didn't Like It Because You Didn't Think of It

Singoli
- 1970 - Neanderthal Man / You Didn't Like It Because You Didn't Think of It
- 1970 - Desperate Dan / Run Baby Run
- 1971 - Lady Sadie / The Loser
- 1971 - Run Baby Run / How Many Times